# Йохан Казимир I фон дер Шуленбург

Йохан Казимир I фон дер Шуленбург (на немски: Johann Kasimir I Graf von der Schulenburg; * 1623; † 1672) е граф от благородническия род „фон дер Шуленбург“ в Саксония-Анхалт.
Той е вторият син на граф Левин VII фон дер Шуленбург († 1640/1641) и втората му съпруга Анна фон Бодендорф († 1667). По-големият му брат е Левин фон дер Шуленбург (1621 – 1637).

## Фамилия
Йохан Казимир I фон дер Шуленбург се жени за Елеонора фон дер Вензе († 1709). Те имат 12 деца:
- Йохан Георг фон дер Шуленбург (1653 – 1656)
- Анна София фон дер Шуленбург (1654 – 1674)
- Кордула Елизабет фон дер Шуленбург (* 1656 – ?), омъжена за Антон Гюнтер фон Ебра
- Левин VIII фон дер Шуленбург (1658 – 1728)
- Георг фон дер Шуленбург (1659 – 1664)
- Кристиан Фридрих фон дер Шуленбург (1663 – 1733), женен за Анна Доротея Щьосер Едле фон Лилиенфелд (1684 – 1746)
- Франц Хартвиг фон дер Шуленбург (1664 – 1675)
- Фредека Гизела фон дер Шуленбург (1665 – 1706), омъжена за Волф Рудолф фон Юхтриц
- Йохан Казимир II фон дер Шуленбург (1668 – 1729), женен за Катарина Маргарета фон Пфул (1679 – 1729?)
- Август фон дер Шуленбург († 1669)
- Елеонора фон дер Шуленбург (* пр. 1686), омъжена за Йобст Хайнрих фон Бодендорф
- дете фон дер Шуленбург